# مات وليامز (لاعب كرة قاعدة)
مات وليامز (بالإنجليزية: Matt Williams)‏ هو لاعب كرة قاعدة أمريكي، ولد في 25 يوليو 1959 في هيوستن في الولايات المتحدة.

## وصلات خارجية
- مات وليامز (لاعب كرة قاعدة) على موقعبيزبول رفرنس.كوم (الدوري الرئيسي) (الإنجليزية)
- مات وليامز (لاعب كرة قاعدة) على موقعبيزبول رفرنس.كوم (الدوري الثانوي) (الإنجليزية)